# Ємельянов Віктор Никонович
Віктор Никонович Ємельянов (12 грудня 1926, Вінниця, Україна — 12 травня 1990, Мінськ) — білоруський архітектор. Заслужений архітектор Білорусі (1985).

## Життєпис
Закінчив Московський архітектурний інститут у 1956 році. 3 1956 року — архітектор, старший архітектор, керівник групи архітекторів, головний архітектор відділу, завідувач сектору, заступник головного інженера Інституту архітектури, у 1986—1989 роках — головний архітектор інституту БелНДІдипросельбуд.
Член Спілки архітекторів СРСР з 1963 року.
Проживав у Мінську.

## Творчість
Основним напрямком творчості є сільська архітектура. Основні роботи: проекти планування і забудови сіл Вертелішки в колгоспі «Прогрес» у Гродненському районі (1969, Державна премія СРСР 1971), Оснежинці Пінського району, Плиса Смолевицького району, Снов Несвізького району (всі 1968); Заширє, радгосп «Комуніст» Єльського району (1970), Леніна Горецького району (1971), Мишкавицький колгосп «Світанок» імені К. П. Орловського Кіровського району (1972), Крупицький Мінського району (1979, усі в кол.), Машкани, радгосп імені П. М. Машерова Вітебської області (1981) та інші.
Автор наукових праць, зокрема «Архітектурно-планувальна організація сільських поселень Білорусі» (Мінськ, 1984 рік).

## Нагороди
Нагороджений Грамотою Президії Верховної Ради БРСР (1979), шістьма медалями Виставки економічних досягнень СРСР. 1-а премія у Всесоюзному конкурсі (1975 рік, в авторській команді) за найкраще рішення сільських поселень.